# Kanab
Kanab egy kisváros, Kane megye székhelye Utah államban, az Amerikai Egyesült Államokban.
Az első telepesek 1864-ben jelentek meg, majd 1870-ben, amikor tíz mormon család érkezett a területre, megalapították a várost, melyben a 2000. évi adatok szerint 3564-en laktak.
Kanabot a helyiek „Little Hollywood”nak is hívják, mivel számos western filmet és tévésorozatot itt forgattak. Kanab a „Grand Circle”-nek nevezett területen fekszik, ahol a vadnyugat látványosságai láthatók. Klímája a Köppen-féle éghajlat-osztályozás szerint leginkább a Csa (forró nyarú mediterrán éghajlat) kategóriába tartozik, melynek azonban nem tipikus képviselője. Kanab mellett három tó található, melyekben egy ritka csigafaj, az Oxyloma haydeni kanabensis él. A fajt 1992 óta veszélyeztetett fajként tartja nyilván a U.S. Fish and Wildlife Service.

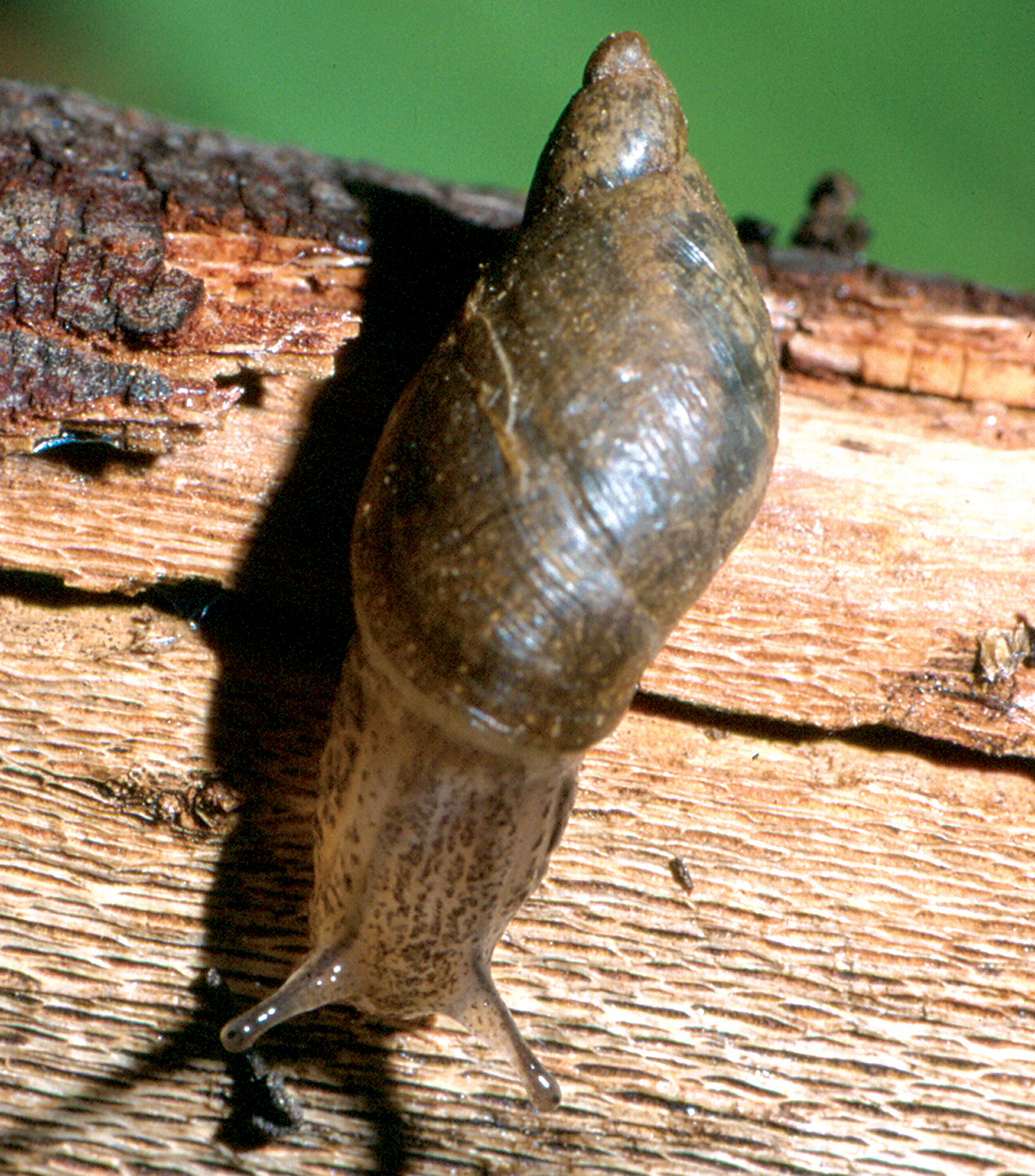
Oxyloma haydeni kanabensis

## Fordítás
- Ez a szócikk részben vagy egészben  a   Kanab, Utah című angol Wikipédia-szócikk ezen változatának fordításán alapul.  Az eredeti cikk szerkesztőit annak laptörténete sorolja fel. Ez a jelzés csupán a megfogalmazás eredetét és a szerzői jogokat jelzi, nem szolgál a cikkben szereplő információk forrásmegjelöléseként.